# Stanghella
Stanghella (Stangheła in veneto) è un comune italiano di 4 161 abitanti della provincia di Padova in Veneto.

## Geografia fisica

### Territorio
Stanghella è situata nel nord-est della penisola italiana nella parte della bassa padovana ed è attraversata dal canale Gorzone. Dista dal capoluogo di provincia Padova circa 42 km.
Il territorio è pianeggiante, a circa 7 metri sul livello del mare e si estende per 19,69 km2.
Classificazione sismica: zona 4 (Pericolosità sismica molto bassa)

### Clima
Per Stanghella si possono considerare validi, con buona approssimazione, i dati climatologici della Stazione meteorologica di Rovigo, distante pochi km in linea d'aria da Stanghella:
| Stanghella          | Mesi | Mesi | Mesi | Mesi | Mesi | Mesi | Mesi | Mesi | Mesi | Mesi | Mesi | Mesi | Stagioni | Stagioni | Stagioni | Stagioni | Anno |
| Stanghella          | Gen  | Feb  | Mar  | Apr  | Mag  | Giu  | Lug  | Ago  | Set  | Ott  | Nov  | Dic  | Inv      | Pri      | Est      | Aut      | Anno |
| ------------------- | ---- | ---- | ---- | ---- | ---- | ---- | ---- | ---- | ---- | ---- | ---- | ---- | -------- | -------- | -------- | -------- | ---- |
| T. max. media (°C)  | 4,4  | 7,6  | 13,0 | 17,6 | 22,8 | 27,1 | 30,0 | 29,1 | 24,8 | 18,0 | 10,9 | 5,8  | 5,9      | 17,8     | 28,7     | 17,9     | 17,6 |
| T. min. media (°C)  | −1,3 | 0,3  | 4,2  | 8,2  | 12,4 | 15,9 | 18,2 | 17,7 | 14,7 | 9,8  | 4,9  | 0,6  | −0,1     | 8,3      | 17,3     | 9,8      | 8,8  |
| Precipitazioni (mm) | 39   | 39   | 52   | 63   | 71   | 65   | 42   | 47   | 55   | 73   | 65   | 49   | 127      | 186      | 154      | 193      | 660  |
| Giorni di pioggia   | 6    | 5    | 7    | 8    | 8    | 7    | 5    | 5    | 6    | 8    | 8    | 7    | 18       | 23       | 17       | 22       | 80   |

## Origini del nome
Stanghella è documentato nel 1593 ed è chiaramente un diminutivo di stanga (sbarra, steccato), anche se c'è chi sostiene che il nome indicherebbe la presenza di stagni e paludi, come in realtà esistevano.

## Storia

### Simboli
Lo stemma comunale è stato concesso con regio decreto del 9 febbraio 1930.
Lo sfondo verde ricorda quando, in epoca medievale, tutta la zona era percorsa dall'antica Fossa Lovara ed era costituita da stagni e paludi; il palo ondato simboleggia il canale di Santa Caterina che, prima delle bonifiche operate dalla Serenissima, scorreva attraverso il centro abitato; le fasce rosse rappresenterebbero i filari di vigneti; la ruota d'oro in punta è attributo della patrona santa Caterina d'Alessandria.
Il gonfalone, concesso con D.P.R. dell'8 gennaio 1979, è un drappo troncato di rosso e di bianco.

## Monumenti e luoghi d'interesse

### Architetture religiose
- Chiesa di santa Caterina (XVII secolo), sita sul lato settentrionale di piazza Pighin.
- Oratorio di Cristo Redentore (1900), posizionato alla destra della Chiesa di santa Caterina.

### Architetture civili

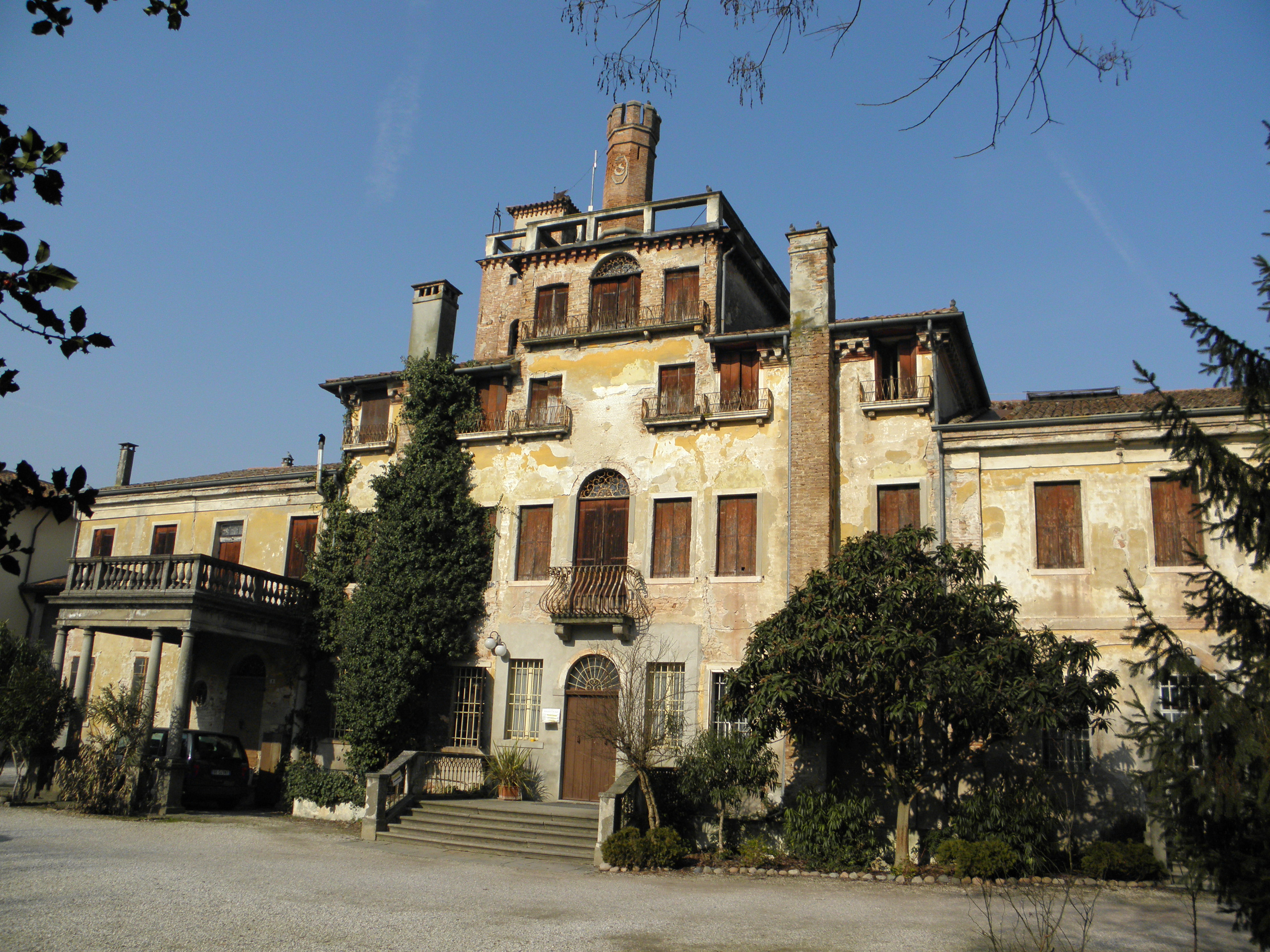
Villa Centanini.

- Barchessa Pisani (fine XVII secolo), in località Pisana, nei pressi dell'abitato di Solesino.
- Villa Centanini, sita sul lato ovest di piazza Pighin.

### Altro
- Museo Civico Etnografico intitolato a Camillo Corrain[12]
- Pinacoteca dedicata al pittore Pietro Favaro (1912-2000)[13]
- Monumento ai Caduti, opera dello scultore rodigino Virgilio Milani (1921)[14] in piazza Renato Otello Pighin

### Aree naturali
- Parco Marco Antonio Centanini.

## Società

### Evoluzione demografica
Abitanti censiti

## Cultura

### Biblioteche
Biblioteca comunale
Si trova all'interno dello storico edificio che si affaccia sul lato meridionale della piazza intitolata a Otello Pighin, che occupa il centro della cittadina, esattamente all'incrocio tra via Roma e via Concetto Marchesi. Nella sua struttura trova posto il locale Museo Civico Etnografico.

### Musei
Museo Civico Etnografico
Il Museo Civico Etnografico, inserito nella struttura della Biblioteca comunale, è il museo cittadino che si occupa dell'etnologia del territorio della bassa padovana, identificato con la parte meridionale della provincia di Padova e confinante a nord con i Colli Euganei, a sud con il fiume Adige e ad ovest con la provincia di Verona. La collezione è composta da una ricca documentazione bibliografica e cartografica, da reperti provenienti da vicini scavi archeologici e, più recenti, di origine medioevale e di un'ampia esposizione di oggettistica di uso quotidiano e di attrezzatura da lavoro agricolo antecedente alla meccanizzazione.
Il museo è inserito all'interno di un circuito di musei analoghi denominato "Della Bassa Padovana", seguiti dalla omonimia Associazione, rif. Musei della Bassa Padovana.

## Infrastrutture e trasporti
La Stazione di Stanghella, posta lungo la ferrovia Padova-Bologna, è servita da corse regionali svolte da Trenitalia nell'ambito del contratto di servizio stipulato con la Regione Veneto.

## Amministrazione

### Sindaci dal 1946
|                                                      | Giuseppe Sacchetto   | Partito Socialista Italiano | 1946-1951      | 1946 |
|                                                      | Ermenegildo Moscardi | Partito Socialista Italiano | 1951-1956      | 1951 |
|                                                      | Dorino Dal Checco    | Partito Comunista Italiano  | 1956-1980      | 1956 |
| 1960                                                 | Dorino Dal Checco    | Partito Comunista Italiano  | 1956-1980      |      |
| 1964                                                 | Dorino Dal Checco    | Partito Comunista Italiano  | 1956-1980      |      |
| 1970                                                 | Dorino Dal Checco    | Partito Comunista Italiano  | 1956-1980      |      |
| 1975                                                 | Dorino Dal Checco    | Partito Comunista Italiano  | 1956-1980      |      |
|                                                      | Sergio Manzato       | Partito Comunista Italiano  | 1980-1990      | 1980 |
| 1985                                                 | Sergio Manzato       | Partito Comunista Italiano  | 1980-1990      |      |
|                                                      | Orlando Manfredini   | Partito Socialista Italiano | 1990-1995      | 1990 |
| Sindaci eletti direttamente dai cittadini (dal 1995) |                      |                             |                |      |
|                                                      | Sergio Manzato       | Centro-sinistra             | 1995-2004      | 1995 |
| 1999                                                 | Sergio Manzato       | Centro-sinistra             | 1995-2004      |      |
|                                                      | Mauro Sturaro        | Centro-sinistra             | 2004-2009      | 2004 |
|                                                      | Marco Soldà          | Centro-destra               | 2009-2014      | 2009 |
|                                                      | Sandro Moscardi      | Centro-destra               | 2014-2024      | 2014 |
| 2019                                                 | Sandro Moscardi      | Centro-destra               | 2014-2024      |      |
|                                                      | Cristina Belluco     | Centro-sinistra             | 2024-in carica | 2024 |

### Gemellaggi
- Jardin, dal 2002